# Bund (Szanghaj)

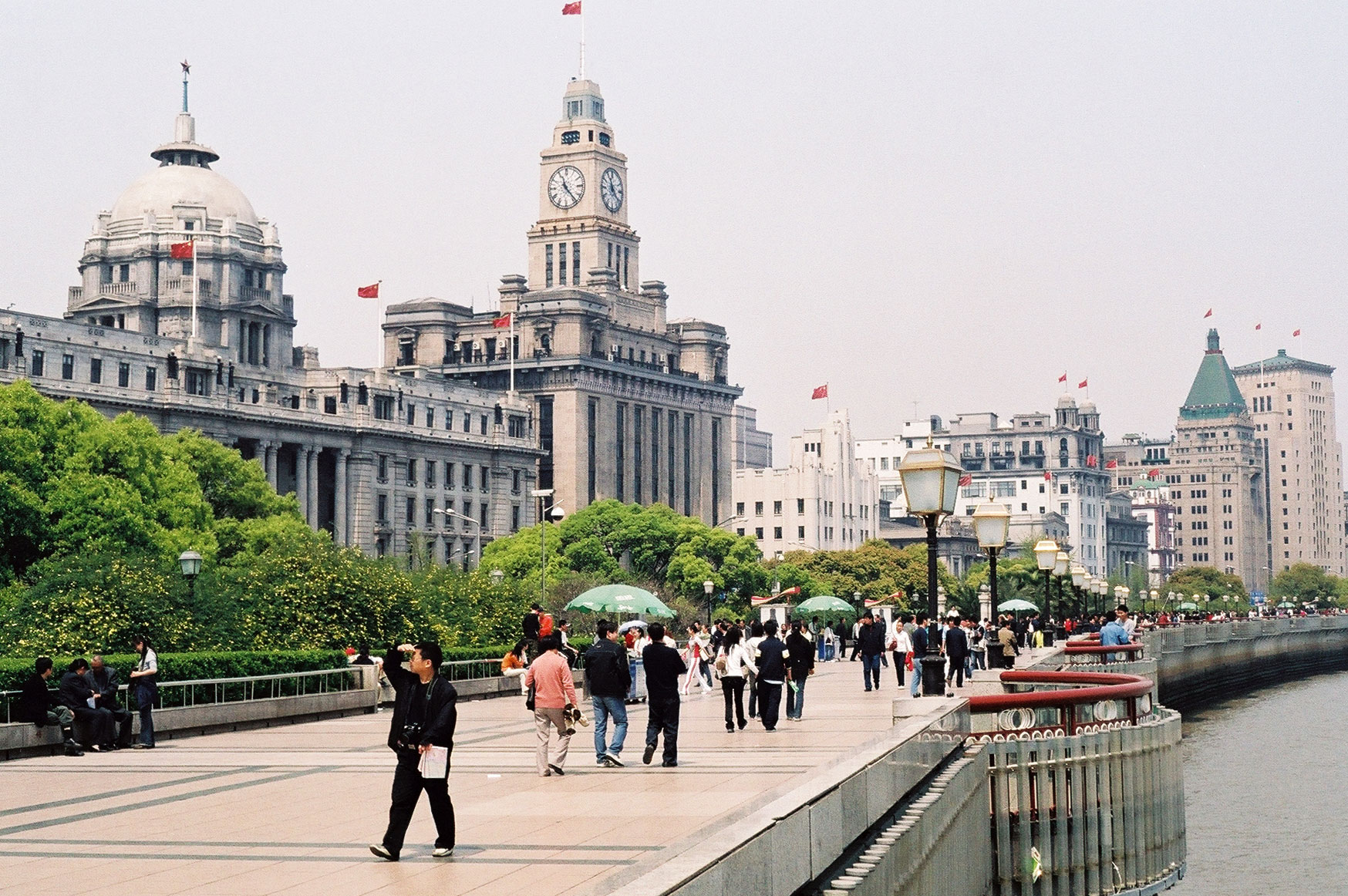
Bund

Bund (chiń. upr. 外滩; chiń. trad. 外灘; pinyin Wàitān) – nadbrzeżna promenada, dosłownie „plaża zewnętrzna”, znajdująca się w Szanghaju, na prawym brzegu rzeki Huangpu. 
Bund ma 1,5 km długości i ciągnie się od mostu Waibaidu do mostu Nanpu. Od zachodniej strony otoczony jest ciągiem 52 budynków pochodzących z czasów kolonialnych, wybudowanych w stylu architektury barokowej, renesansowej czy klasycystycznej, jak również art déco. Od strony wschodniej znajduje się wał przeciwpowodziowy nazywany "murem zakochanych", z którego można oglądać panoramę rzeki Huangpu i położonego na jej drugim brzegu Pudongu.
Historia Bundu sięga połowy XIX w. Pierwotnie był to bagienny, porośnięty trzcinami teren. Samo słowo bund (wymawiane "band") jest anglo-indyjskim terminem oznaczającym nabrzeże. Po otwarciu portu w Szanghaju dla cudzoziemców w wyniku I wojny opiumowej w 1846 na obszarze Bundu powstała osada brytyjska. Osuszono wówczas bagna, wytyczono drogę i umocniono nabrzeże; wkrótce pojawiły się także budynki. Na przełomie XIX i XX wieku Bund pełnił rolę głównego centrum finansowego Azji Wschodniej.
Upadek Bundu jako ekonomicznego, biznesowego i kulturalnego centrum miasta nastąpił po utworzeniu Chińskiej Republiki Ludowej w 1949. Sytuacja zmieniła się dopiero na przełomie lat 70. i 80. XX wieku, po rozpoczęciu reform wolnorynkowych. Budynki Bundu, zajęte wcześniej przez instytucje rządowe, ponownie zostały zaadaptowane na siedziby instytucji finansowych i hotele. Celem usprawnienia ruchu turystycznego na tym obszarze i w ramach przygotowań do Expo 2010 w latach 2008–2010 usunięto całkowicie z Bundu ruch kołowy, kierując go poprzez zbudowany specjalnie pod powierzchnią promenady tunel.

## Akcent polski
Budynek nr. 18 w latach 1962–1998 mieścił siedzibę Chińsko-Polskiego Towarzystwa Okrętowego S.A. Chipolbrok (中波公司), inne nazwy: 中波轮船股份公司, Zhongbo Steamship Co. Ltd., Chinese-Polish Joint Stock Shipping Company. 